# Yang Xuangan
Yang Xuangan, mort en 613, est le chef de file d'une révolte en 613 contre Sui Yangdi, lorsque celui-ci attaque le Koguryŏ. Il est également l'ainé du général Yang Su. À la suite de l'échec de la révolte qu'il a menée, il demande à son frère Yang Jishan de le tuer.